# (6401) Roentgen
(6401) Roentgen (1991 GB2) – planetoida z pasa głównego asteroid okrążająca Słońce w ciągu 4,39 lat w średniej odległości 2,68 j.a. Odkryta 15 kwietnia 1991 roku.